# Criodrilidae
Criodrilidae (von griech. κριός kriós „Widder“ und δρίλος drílos „Regenwurm“) ist der Name einer Familie von Wenigborstern in der Ordnung der Crassiclitellata (Regenwürmer im weiteren Sinne), deren drei derzeit bekannte und akzeptierte Arten in Eurasien und Nordafrika verbreitet sind und im Boden im Süßwasser leben.

## Merkmale
Der Körper der Criodrilidae hat zumindest ab dem 9. Segment einen rechteckigen Querschnitt, an dessen Kanten die pro Segment vier Paar Borsten sitzen, und weist keine dorsalen Poren auf. Das Prostomium (Mundlappen) ist zygolobisch, liegt dem Peristomium (Mundsegment) also ohne dorsalen Fortsatz an.
Der Darmkanal hat weder Kaumägen noch Kalkdrüsen, doch kann es Verdickungen im Oesophagus zwischen dem 5. und dem 7. Segment und im Mitteldarm zwischen dem 15. und dem 20. oder 21. Segment wie auch ein Typhlosolis geben. Der Mitteldarm beginnt zwischen dem 15. und dem 20. Segment. Das geschlossene Blutgefäßsystem der Criodrilidae weist Lateralherzen vom 7. (manchmal 6.) bis zum 11. Segment auf, während sich in den hinteren Segmenten die Lateralgefäße weit in dichte Kapillarnetzwerke verzweigen und so die inneren Organe und die Haut versorgen. Es gibt drei große Längsgefäße: ein Rücken-, ein Bauch- und ein Neuralgefäß. Die großen Nephridien sind wohl entwickelt, fehlen aber in den ersten Segmenten.
Das sehr ausgedehnte, vorn und hinten aber nur undeutlich abgegrenzte und dadurch unauffällige Clitellum der Zwitter ist ringförmig, ohne Tubercula pubertatis und reicht in der Regel vom 16., bisweilen auch vom 14. oder 15. bis zum 45. Segment, kann aber bei Biwadrilus und Hydrilus möglicherweise auch kürzer sein. Das einzige Paar der weiblichen Geschlechtsöffnungen liegt stets auf dem 14., das einzige Paar der männlichen Geschlechtsöffnungen bei Criodrilus auf Porophoren am 15. und bei Biwadrilus am 13. Segment und ist mit Prostatae (Bursae ejaculatoriae) verbunden. Receptacula seminis fehlen; stattdessen werden bei den männlichen Geschlechtsöffnungen horn-, röhren- oder sackförmige Pseudospermatophoren (von Hoffmeister als „Penes“ bezeichnet) gebildet. Die fächer-, birnen- oder paddelförmigen Eierstöcke sitzen im 13. Segment und bilden dotterarme Eier, die keine einzelne Eischnur formen.

## Verbreitung, Lebensraum und Lebensweise
Die Ringelwürmer der Familie Criodrilidae sind in Eurasien und Nordafrika verbreitet. Criodrilus lacuum ist in Deutschland, Österreich, Italien, Frankreich, Spanien, Portugal, Ungarn, dem ehemaligen Jugoslawien, Griechenland, Lettland, Polen und Russland, zudem in der Türkei (Kleinasien), Tunesien, Algerien, Syrien, Libanon und in Israel beziehungsweise Palästina heimisch. Biwadrilus bathybates, zunächst nur aus dem japanischen Biwa-See bekannt, ist in verschiedenen Binnengewässern Japans zu finden. Hydrilus ghaniae ist dagegen nach Funden in Algerien beschrieben worden.
Die Criodrilidae leben im Schlamm (limikol) von Binnengewässern, wobei neben Süßwasser auch Brackwasser als Lebensraum vorkommt. Der Schlamm ist oft sehr sauerstoffarm, weshalb sie ihre stark durchbluteten Schwanzabschnitte ins freie Wasser halten. Wie andere Crassiclitellaten sind sie Substratfresser, welche die organischen Bestandteile wie auch Kleinstlebewesen im verschluckten Schlamm verdauen.

## Entwicklungszyklus
Wie alle Gürtelwürmer sind die Criodrilidae Zwitter, die bei der Paarung ihre horn- bis schlauchförmigen Pseudospermatophoren austauschen und so die gegenseitige Befruchtung sicherstellen, denn Receptacula seminis sind nicht vorhanden. Mithilfe von Schleimabscheidungen des Clitellums werden Eikokons gebildet, in denen sich die befruchteten Eier zu fertigen kleinen Jungwürmern entwickeln.

## Systematik
Die Criodrilidae sind nach derzeitiger Auffassung innerhalb der Ordnung Crassiclitellata eine Familie, die drei monotypische Gattungen umfasst:
- Criodrilus Hoffmeister, 1845
  - Criodrilus lacuum Hoffmeister, 1845
- Biwadrilus Jamieson, 1971
  - Biwadrilus bathybates (J. Stephenson, 1917), Synonym: Criodrilus bathybates J. Stephenson, 1917
- Hydrilus Qiu & Bouché, 1998
  - Hydrilus ghaniae Qiu & Bouché, 1998

Werner Friedrich Hoffmeister beschrieb 1845 auf Grund eines zahlreichen Fundes im Tegeler See nahe der damaligen preußischen Metropole Berlin gleichzeitig die Gattung Criodrilus („Widder-Regenwurm“, altgriechisch κριός kriós, „Widder“, δρίλος, δρῖλος drílos, drîlos „Regenwurm“) und die Art Criodrilus lacuum („Widder-Regenwurm der Seen“ lateinisch lacus, „See“, lacuum „der Seen“). František Vejdovský stellte 1884 schließlich die zunächst noch monotypische Familie Criodrilidae auf.
John Stephenson beschrieb 1917 Ringelwürmer aus dem japanischen See Biwa als Criodrilus bathybates. Barrie G. M. Jamieson gestand dieser Art eine eigene Gattung zu und nannte sie Biwadrilus bathybates, die er darüber hinaus in eine eigene Familie Biwadrilidae stellte.
In der Gattung Criodrilus wurden später zahlreiche weitere Arten beschrieben, darunter:
- Criodrilus miyashitai Nagase & Nomura, 1937
- Criodrilus ochridensis Georgevitch, 1950
- Criodrilus aidae Righi, 1994
- Criodrilus venezuelanus Righi & Molina, 1994

Während der in Japan gefundene Criodrilus miyashitai ein Synonym Biwadrilus bathybates ist, sind die übrigen Criodrilus-Arten wie auch einige unter anderen Gattungsnamen aufgestellte Arten auf Grundlage einer Arbeit von R. J. Blakemore von 2006 mit Criodrilus lacuum synonymisiert worden, sodass es sich bei Criodrilus um eine monotypische Gattung handelt. Gleichzeitig wurde Biwadrilus bathybates wieder in die Familie Criodrilidae gestellt.